# Basma Abdel Aziz
Basma Abdel Aziz (arabisch بسمة عبد العزيز, DMG Basma ʿAbd al-ʿAzīz, geb. 1976 in Kairo, Ägypten) ist eine ägyptische Schriftstellerin, Journalistin, Künstlerin, Psychiaterin und Menschenrechtsaktivistin. Ihre Kritik an der ägyptischen Regierung und ihr Kampf für die Menschenrechte haben ihr den Spitznamen „die Rebellin“ eingetragen. Sie wurde für ihr literarisches Schaffen bereits mehrfach ausgezeichnet und international vor allem durch ihren Debütroman Das Tor (arab. 2013) bekannt.

## Biografie
Basma Abdel Aziz wurde in Kairo geboren. Als Kind liebte sie die Kunst, aber ihre Familie erlaubte ihr nicht, Bildhauerin oder Musikerin zu werden. Stattdessen erwarb sie einen Bachelor of Arts (BA) in Medizin und Chirurgie, einen Master of Science (MSc) in Neuropsychiatrie und ein Diplom in Soziologie. Als Angestellte an der Universität war sie eine der wenigen Frauen, die die Verwaltung offen mit Menschenrechtsfragen konfrontierte. Folglich wurden ihr verschiedene Positionen und Beförderungen verweigert. Basma Abdel Aziz arbeitet als Psychiaterin im El Nadeem Zentrum, das Unterstützung und psychologische Betreuung für Menschen anbietet, die auf Polizeistationen und in Gefangenenlagern gefoltert wurden. Das Thema Folter zieht sich auch durch Basma Abdel Aziz’ Publikationen. In ihrer soziologischen Studie Die Versuchung der absoluten Macht, für die sie 2009 den Ahmed Bahaa-Eddin Preis erhielt, dokumentiert und analysiert sie die Gewalt der Polizei und der Sicherheitsbehörden den ägyptischen Bürgern und Bürgerinnen gegenüber.
Ihre erste Kurzgeschichtensammlung Möge Gott es leicht machen (arab. 2007) gewann 2008 den Sawiris Cultural Award. Die Zeitschrift Foreign Policy erklärte sie 2016 zu einer der wichtigsten Vertreterinnen globalen Denkens, da sie in ihrem Debütroman al-Ṭābūr (2013, dt.: Das Tor) eine "Orwellsche Geschichte" erzähle. Neben George Orwells 1984 und Franz Kafkas Der Prozess wurde auch Nagib Mahfuz’ berühmte Kairo-Trilogie als Referenztext genannt. Die englische Übersetzung The Queue (2016, aus dem Arabischen übersetzt von Elisabeth Jaquette) stand auf der Longlist für den Best Translated Book Award 2017 und auf der Shortlist für den TA First Translation Prize 2018. Laut Marten Hahn, der die deutsche Übersetzung des Romans, Das Tor (2020, aus dem Arabischen übersetzt von Larissa Bender), für Deutschlandfunk Kultur besprach, zeichnet Basma Abdel Aziz darin „das Bild eines Regimes, das die Bürger mit einer menschenverachtenden Bürokratie und surrealen Gesetzen zermürbt. Unverkennbares reales Vorbild: das Militärregime des Autokraten Abdel Fattah al-Sisi.“ 2018 wurde sie vom Gottlieb Duttweiler Institut zu einer der einflussreichsten Meinungsbildnerinnen (Platz 31) in den arabischen Ländern erklärt.
Neben ihrer Tätigkeit als Psychiaterin und Schriftstellerin schreibt Basma Abdel Aziz eine Kolumne für die ägyptische Wochenzeitung Al-Shorouk. In einem Interview gab sie an, dass sie in ihrem journalistischen Schreiben zunehmend mit Zensur konfrontiert sei: „Als ich vor der Revolution meine Kolumne schrieb, hatte ich keine Probleme, aber jetzt stehe ich manchmal vor roten Linien, die mir sagen: 'Nein, tu dies nicht, erwähne das nicht'.“ Neben ihren Veröffentlichungen als Autorin stellte Abdel Aziz auch Arbeiten als bildende Künstlerin, unter anderem im Mahmoud Mokhtar Museum in Kairo, aus.

## Werke

### Belletristik
- عشان ربنا يسهل (ʿAšān rabbunā yusahhil, Kurzgeschichten, 2007) – dt. Möge Gott es leicht machen
- الطابور (aṭ-Ṭābūr, Roman, 2013) – dt. Das Tor. Aus dem Arabischen übers. von Larissa Bender. Heyne, München 2020. ISBN 978-3-453-32046-8.
- هنا بدن (Hunā badan, Roman, 2018) – dt. Hier ist ein Körper

### Sachbücher
- ما وراء التعذيب (Mā warāʾa t-taʿḏīb, 2007) – dt. Jenseits der Folter
- إغراء السلطة المطلقة: مسار العنف في علاقة الشرطة بالمواطن عبر التاريخ (Iġrāʾ as-sulṭa al-muṭlaqa: masār al-ʿunf fī ʿalāqat aš-šurṭa bi-l-muwāṭin ʿabra t-tārīḫ, 2009) – dt. Die Versuchung der absoluten Macht
- ذاكرة القهر: دراسة حول منظومة التعذيب (Ḏākirat al-qahr: dirāsah ḥawla manẓūmat at-taʿḏīb, 2014) – dt. Erinnerung an Unterdrückung: Eine Studie über das Foltersystem
- سطوة النص: خطاب الأزهر وأزمة الحكم (Saṭwat an-naṣṣ: ḫiṭāb al-Azhar wa-azmat al-ḥukm, 2016) – dt. Die Macht des Textes: Die Rede von Al-Azhar und die Krise der Regierungsführung

### Essays und kleinere Schriften (in Übersetzung)
- Torture in Egypt. In: Torture: quarterly journal on rehabilitation of torture victims and prevention of torture 17/1. 2007, S. 48–52. Nachlesbar online.
- Bottled up (Kurzgeschichte). Ins Engl. übers. von Ruth Ahmedzai Kemp. In: Index on Censorship 45/3. September 2016, S. 90–95. doi:10.1177/0306422016670356a.
- Reflections on the President’s Discourse. Ins Engl. übers. von Elisabeth Jaquette. In: Words Without Borders. Juli 2017. Nachlesbar online.
- Scenes from the Life of an Autocrat. Ins Engl. übers. von Elisabeth Jaquette. In: World Literature Today 91/2. 1. April 2017, S. 56–59. doi:10.7588/worllitetoda.91.2.0056.

## Auszeichnungen
- 2008 Sawiris Cultural Award und Preis der General Organization for Cultural Palaces für ihre Kurzgeschichtensammlung Möge Gott es leicht machen
- 2009 Ahmed Bahaa-Eddin Award für ihre soziologische und historische Studie Die Versuchung der absoluten Macht